# XIX. dinasztia
A XIX. dinasztia (i. e. 1292 – i. e. 1185) az ókori Egyiptom újbirodalmának második dinasztiája. A bő egy évszázadon át hatalmon levő uralkodócsaládból nyolc fáraó került ki, közülük a legjelentősebb Nagy Ramszesz, aki tovább uralkodott, mint a másik hét együttvéve; uralkodása alatt a nagyszabású építkezések mellett több hadjárat is zajlott, valamint a történelem első fennmaradt békeszerződése is az ő nevéhez fűződik.

## Az uralkodóház

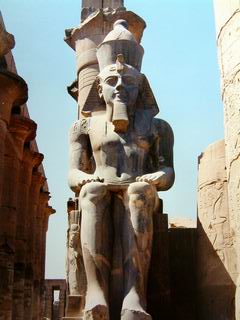
II. Ramszesz

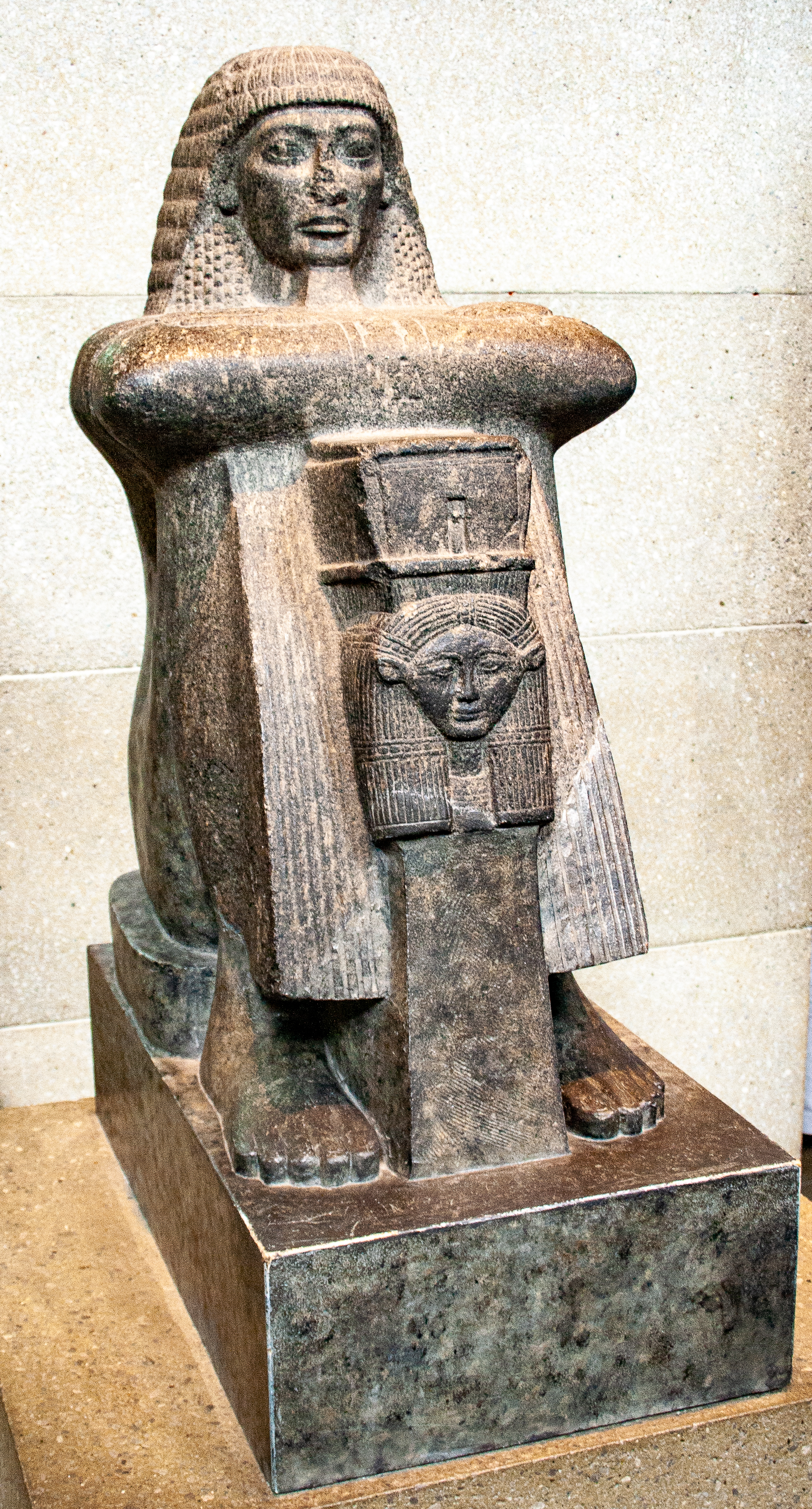
Roy, Ámon főpapja II. Ramszesz uralkodásának végétől II. Szeti koráig (British Museum)

Miután a XVIII. dinasztia uralkodócsaládja kihalt (amiben nagy szerepet játszhattak a gyakori családon belüli házasságok), egy közrendű származású tábornok, Horemheb szerezte meg a trónt. Őt magát még az előző dinasztiához számítják, mert felesége feltehetőleg rokoni kapcsolatban állt a XVIII. dinasztiával. Horemhebnek nem született fia, így utódjául egy katonatársát tette meg, aki I. Ramszesz néven lépett trónra. I. Ramszesz (i. e. 1292–1290) idős ember volt már, alig több mint egy évnyi uralkodás után meghalt, ekkor fia, I. Széthi (i. e. 1290–1279) követte, őt pedig fia, II. Ramszesz (i. e. 1279–1213), akinek hosszú uralkodása az egyiptomi történelem egyik legfényesebb korszaka.
Apja hosszú uralkodása után már idős emberként került trónra Ramszesz 13. fia, Merenptah (i. e. 1213–1203) (a nála idősebb fiúkat apjuk mind túlélte). Az ő halála után Ramszesz számtalan leszármazottja közt trónviszály tört ki, ami a dinasztia hanyatlásához vezetett. Bár a trónbitorló Amenmesszét (i. e. 1203–1200) elűzve Merenptah fia, II. Széthi (i. e. 1200–1194) sikeresen megszerezte a hatalmat, nem uralkodott sokáig. Nem tudni, az ő fia vagy Amenmesszéé volt Sziptah (i. e. 1193–1186), aki igen fiatalon lépett trónra, és Széthi özvegye, Tauszert segítségével kormányzott. Sziptah fiatalon meghalt, utána Tauszert (i. e. 1186–1185) ragadta magához a hatalmat, de rövidesen letaszította a trónról Széthnaht, akivel új dinasztia kezdődik, a XX. dinasztia. Sem Tauszertről, sem Széthnahtról nem tudni, fűzte-e vérrokonság Ramszesz családjához.

### A dinasztia tagjai
I. Ramszesz fáraó
apja: Széthi
felesége: Szitré
fia: I. Széthi
I. Széthi fáraó
felesége: Tuja
fia: II. Ramszesz
lányai: Tia, Henutmiré (?)
II. Ramszesz fáraó
feleségei: Nofertari, Iszetnofret, Maathórnofruré
fiai: Amonherkhopsef, Ramszesz, Paréherwenemef, Haemuaszet, Merenptah, Meriatum, Ramszesz-Meriamon-Nebweben, lásd még: II. Ramszesz gyermekeinek listája
lányai: Bintanath, Meritamon, Nebettaui, Henuttaui, Tahát, lásd még: II. Ramszesz gyermekeinek listája
unokái: Széthi (Amonherkhopsef fia), Ramszesz és Hori (Haemuaszet fiai), Iszetnofret (Haemuaszet lánya)
dédunokája: Hori (idősebb Hori fia)
Merenptah fáraó
feleségei: Iszetnofret, Tahát (?)
fiai: Széthi-Merenptah, Haemuaszet, Merenptah (?), Amenmessze (?)
lányai: Iszetnofret (?), Tauszert (?)
Amenmessze fáraó
II. Széthi fáraó
feleségei: Tauszert, Tahát (?)
fiai: Széthi-Merenptah, Sziptah (?)
Sziptah fáraó
Tauszert fáraónő
A királyi családdal rokonságban álló személyek: Haemuaszet, I. Ramszesz apjának, Széthinek a fivére; Taemwadzsszi, Haemuaszet felesége; Raia és Ruia, Tuja királyné szülei; Tia, Amonwahszu fia, Tia hercegnő férje; Mutmetjennefer, a két Tia lánya; III. Hattuszilisz király és Puduhepa királyné, Maathórnofruré szülei; Iriet, Benanath lánya, II. Ramszesz Szimontu nevű fiának felesége; Nubnofret, Haemuaszet herceg felesége.

## Politika

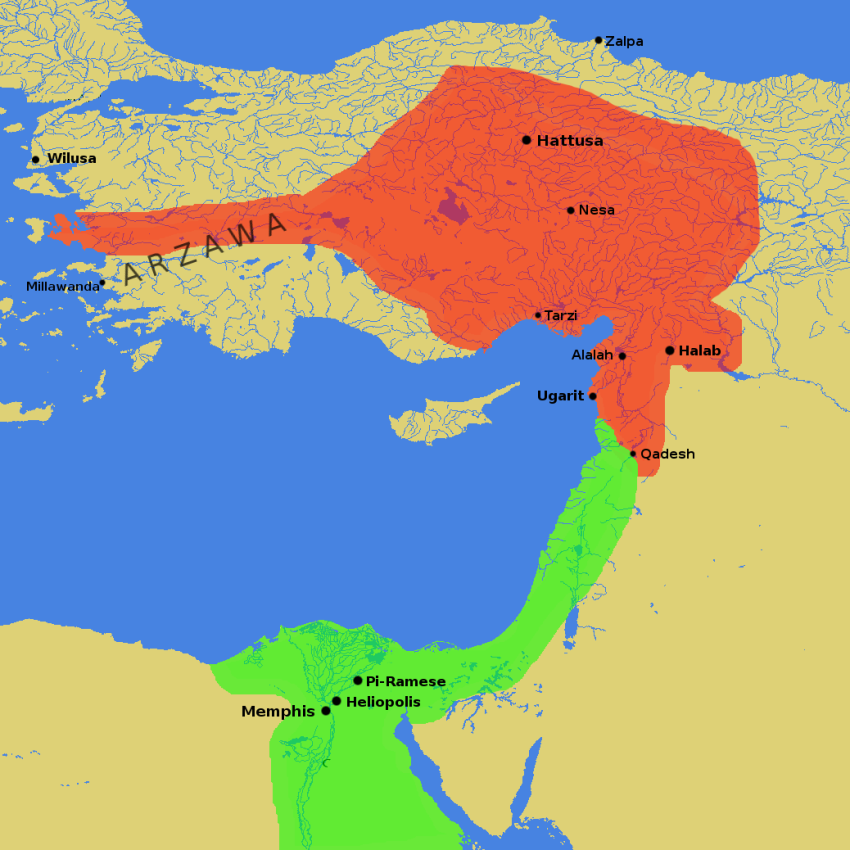
Egyiptom és Hatti

Az Amarna-kor végén Egyiptomot a Hettita Birodalom részéről fenyegette a legnagyobb veszély. Már Horemheb uralkodása alatt több csatára került sor a két rivális nagyhatalom között. Az összecsapások folytatódtak a XIX. dinasztia uralmának kezdetén is, és egészen II. Ramszesz uralkodásának 21. évéig tartottak, mikor is az egyiptomiak és a belső hatalmi harcoktól legyengült hettiták Asszíria növekvő hatalmának fenyegetése miatt békét kötöttek (hasonlóan ahhoz, ahogyan a XVIII. dinasztia alatt Mitannival kötött békét Egyiptom a mindkettejüket fenyegető hettiták miatt). Ez a békeszerződés a világon fennmaradt békeszerződések közül a legkorábbi.
Ramszesz utódjának, Merenptahnak új fenyegetéssel kellett szembenéznie: északon a líbiaiak és az ún. tengeri népek szövetséget kötöttek és betörtek a Nílus-delta vidékére. Merenptah legyőzte őket, a törzsszövetség felbomlott. A foglyul ejtett líbiaiakat a fáraó a Delta-vidéken telepítette le.
Merenptah halála után a dinasztia utolsó két évtizedére belső viszály volt jellemző. A kijelölt trónörökössel szembeszállva egy bitorló lépett trónra, Amenmessze, de II. Széthi sikeresen visszaszerezte a hatalmat. Sem Széthi, sem a gyermekként trónra került Sziptah, sem Tauszert nem uralkodott sokáig, a politikai helyzet csak a XX. dinasztiát megalapító Széthnaht alatt stabilizálódott.

## Építkezések
A dinasztia uralma alatt folytatódott a karnaki és a luxori templomkomplexumok továbbépítése. I. Széthi építtette az abüdoszi templomot, melyben az ún. abüdoszi királylista fennmaradt. II. Ramszesz uralkodása alatt egy teljes új főváros – Per-Ramszesz – és számtalan új templom – köztük a Ramesszeum és az Abu Szimbel-i templomok – épült.
Jelentős helyreállítási munkálatok is folytak – I. Széthi uralma alatt helyreállították Ámon nevét azokon a helyeken, ahol az Amarna-kori üldöztetés során kivésték, II. Ramszesz idején pedig a fáraó egyik fia, az „első egyiptológus”-nak is nevezett Haemuaszet vált híressé régi épületek helyreállításáról.